# محرم فؤاد
محرم حسین احمد علی (عربی مصری: محرم حسين احمد علي، ۲۴ ژوئن ۱۹۳۴ – ۲۷ ژوئیهٔ ۲۰۰۲) مشهور به محرم فؤاد؛ هنرپیشه و خواننده اهل مصر بود.